# Glossaire de la langue du Troisième Reich
 (août 2013).
Si vous disposez d'ouvrages ou d'articles de référence ou si vous connaissez des sites web de qualité traitant du thème abordé ici, merci de compléter l'article en donnant les références utiles à sa vérifiabilité et en les liant à la section « Notes et références ».

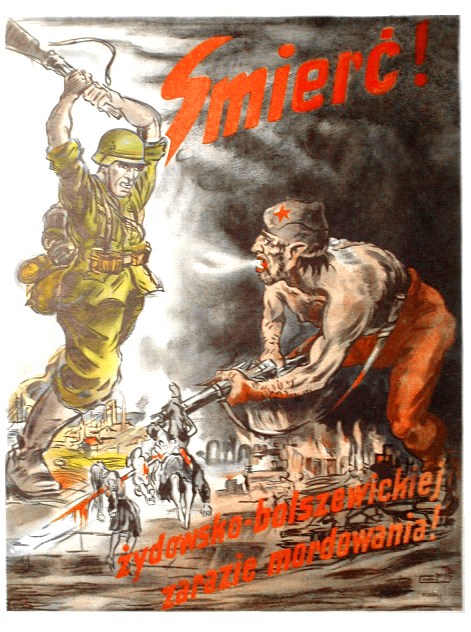
Affiche de propagande allemande antisémite et antisoviétique en Pologne suivant les codes de la propagande nazie : « Mort au mortel fléau judéo-bolchevique ! ».

La langue du Troisième Reich est la langue allemande telle qu’elle fut couramment pratiquée de 1933 à 1945, lorsque le parti nazi dirigé par Adolf Hitler présida aux destinées de l’Allemagne.
La langue du Troisième Reich est une langue de propagande, conçue pour endoctriner les masses. Assez pauvre en raison des conditions de son apparition ainsi que d’un choix pleinement assumé, elle se caractérise par quelques néologismes, par l’usage fréquent du superlatif et de l’hyperbole quand il s’agit de magnifier le régime, de l’euphémisme et de l’abréviation (« nazi » est lui-même un acronyme) lorsqu’on veut entourer ses agissements de mystères, de la rhétorique religieuse lorsqu’on veut lui conférer un cachet solennel et, surtout, du déplacement sémantique et du renversement de valeurs de termes provenant d’autres langues, lexiques ou registres (dont celui du sport et de l’électromécanique mais aussi de la république de Weimar ou de la culture germanique) dont le matraquage incessant assure son adoption non seulement par un petit groupe réuni autour de Hitler et de son ministre de la Propagande, Joseph Goebbels, mais aussi par le gouvernement et la société générale et jusqu’à ses exclus, victimes et opprimés de ce régime totalitaire.
Une première étude de cette langue a été réalisée au cours de la période même où elle eut cours par Victor Klemperer qui y identifie un fond populiste provenant du romantisme allemand auquel se joignent des glanes de culture. Le résultat de ses observations, intitulé Lingua Tertii Imperii, fut complété dans l’immédiat après-guerre par une étude plus poussée, menée pendant trois ans par Dolf Sternberger, Gerhard Storz (de) et Wilhelm Emanuel Süskind (en) et donnant lieu en 1957 au Wörterbuch des Unmenschen (Dictionnaire de l’inhumanité). À ces travaux de référence se sont ajoutées d’autres études sur la terminologie de la propagande hitlérienne mais aussi sur le langage concentrationnaire.
Pour ce qui est de la France, Michael Marrus et Robert Paxton expliquent dans leur ouvrage Vichy et les Juifs que les autorités d'occupation cherchaient à dissimuler les objectifs réels des déportations, d'où l'utilisation courante d'euphémismes dans leurs communications.
- Haut – A
- B
- C
- D
- E
- F
- G
- H
- I
- J
- K
- L
- M
- N
- O
- P
- Q
- R
- S
- T
- U
- V
- W
- X
- Y
- Z
- 0-9

## 0-9
- 25-Punkte-Programm – « Programme en 25 points », plate-forme du parti nazi et codification de son idéologie.

## A
- AA, voir Agrarpolitischer Apparat
- AB-Aktion, voir Außerordentliche Befriedungsaktion
- Abkindern - terme ironique non traduisible, désignant l’annulation d’un emprunt de mariage en engendrant une progéniture, voir Ehestandsdarlehen.
- Abwanderung - « départ », un des euphémismes désignant le départ en déportation, qui a remplacé Evakuierung, déjà un euphémisme[1].
- Abwehr - « Défense », service d’espionnage militaire allemand spécialisé dans la collecte de renseignements de 1921 à 1944, sous l’autorité directe de la Wehrmacht et sous le commandement de l'amiral Wilhelm Canaris.
- Achsenmächte - « Forces de l’Axe » formé par Rome (Mussolini), Berlin (Hitler) et Tokyo (Hirohito). Plusieurs pays s’y rallièrent parmi lesquels la Hongrie de Miklós Horthy, la Roumanie de Ion Antonescu et la Yougoslavie du prince Paul (cependant, voir Unternehmen Strafgericht).
- Adolphe-Légalité - sobriquet dépréciatif modelé d’après Philippe-Égalité et donné à Adolf Hitler dans les cercles social-révolutionnaires de la SA à la suite du procès de la Reichswehr en septembre 1930. Le serment de légalité prêté par Hitler représentait, aux yeux de ces nazis radicaux, une concession trop importante à leurs ennemis.
- Agrarpolitischer Apparat - « Appareil de la politique agricole », échelon directeur du Reichsamt für Agrarpolitik sous la férule de Walther Darré (voir Blut und Boden).
- Ahnen - « Ancestral »
  - Ahnenerbe - « Héritage ancestral », société d’études fondée en 1935 par Heinrich Himmler pour asseoir « scientifiquement » le mythe nazi de la race aryenne, voir Arierrasse.
  - Ahnenpass - « Passeport d’ancestralité », obtenu à la suite d'une recherche généalogique approfondie excluant toute ascendance juive ou non-allemande dans le pedigree, voir Ariernachweis
- Akademiker - « Académicien », comprendre membre d’une profession requérant obligatoirement d’avoir fait des études universitaires. Le terme était évité car il convoyait une mentalité de caste incompatible avec l’idéal du Volk. La proportion d’académiciens issus de la classe ouvrière augmenta durant le Troisième Reich mais demeura numériquement faible.
- a. Kr., voir Auf Kriegsdauer.
- Aktion - « opération » ; le mot n’est pas spécifique au glossaire nazi et demeure neutre en allemand. Cependant, employé dans d'autres langues, il fait assez spécifiquement référence à son emploi comme euphémisme pour divers crimes contre l’humanité.
  - Aktion 14f13 - opération de sélection des détenus de camps allemands, jugés invalides, malades ou autrement inaptes au travail pour être « euthanasiés », généralement par gazage. Voir aussi Selektion et Sonderbehandlung.
  - Aktion 1005 - également appelée Sonderaktion 1005 (« Action spéciale 1005 ») ou Enterdungsaktion (« action d’exhumation »), cette opération a consisté à faire disparaître toute trace de charniers humains entre l’automne 1942 et septembre 1944. Les groupes attelés à cette tâche étaient appelés Sonderkommando 1005 (« Commando spécial 1005 »). Emmenés sous bonne garde sur le lieu d’un massacre par les Einsatzgruppen ou le site d’un camp fermé, ils devaient en démonter les structures et en camoufler les preuves tandis qu’un sous-groupe, dit Leichenkommando (« Commando des cadavres ») était forcé de déterrer les corps, de faire brûler les restes et de broyer les grosses pièces d’os.
  - Aktion Erntefest - « Opération Festival de la Récolte », comprendre extermination des Juifs qui avaient survécu à l'aube du 3 novembre 1943 dans le district de Lublin du Gouvernement général, à l'intérieur de la Pologne occupée. Cette opération fut décidée à la suite des soulèvements des Juifs dans les camps de Sobibor et Treblinka ainsi que dans les ghettos de Varsovie, Białystok et Vilno.
  - Aktion Gitter (1939) - « Opération Treillis ». Une première opération de ce nom fut menée par la Gestapo en 1939, à la suite de l’invasion de la Tchécoslovaquie, et eut pour effet l’arrestation d’environ 6 000 communistes tchèques et immigrés allemands. Une opération homonyme, parfois appelée Aktion Gewitter (« Opération Tempête »), fut lancée par la Gestapo après la tentative d’assassinat de Hitler, entraînant des vagues d’arrestation massives, de conjurés mais aussi d’opposants au nazisme, démocrates ou communistes.
  - Aktion Reinhard - opération d’extermination systématique des Juifs, des Roms, des Sintis et des Yéniches du Gouvernement général en Pologne au moyen de camps spécialement conçus dans ce but.
  - Aktion T4 - opération d’extermination systématique des malades mentaux et handicapés physiques par les autorités nazies, nommée d’après l’adresse où l'action fut planifiée, au Bureau Central Nazi à Berlin, Tiergartenstraße 4.
  - Außerordentliche Befriedungsaktion - « Opération extraordinaire de pacification » lancée contre les intellectuels et les élites de la nation polonaise.
  - Intelligenzaktion - opération d’élimination ciblée des élites polonaises. Voir AB-Aktion, Generalplan Ost et Sonderfahndungsbuch Polen.
- Aktivismus - « activisme », maxime politique du National-Socialisme qui se positionnait ainsi comme un « parti de combat », par opposition à la « passivité bourgeoise » et au « terrorisme marxiste ».
- All - « Tout », voir aussi Totale.
  - Allbuch - « Livre [contenant] tout », germanisation de Lexikon
  - Alldeutsch et Alldeutsche Bewegung, voir Pangermanismus.
  - Allgegenwart - « omniprésence » ou « ubiquité » supposée des Juifs (derrière tous les malheurs du monde).
  - Alljuda - germanisation de « la juiverie internationale ». Le terme, construit sur le modèle d’Alldeutsch, lui fut d’ailleurs opposé dans le slogan Alldeutsch gegen Alljuda. Il suggérait aussi « l’omniprésence du danger juif » ou « le complot juif mondial ».
- Alles für Deutschland - « Tout pour l’Allemagne », mot d’ordre gravé sur les lames des uniformes portés par la SA et le NSKK.
- Alt - « Vieux »
  - Alter Kämpfer - « Vieux combattant », comprendre membre du parti nazi ou d’une organisation affiliée avant la victoire électorale de 1930 ou, pour les Autrichiens, avant l’Anschluss.
  - Altreich – « Vieil empire » ; terme utilisé après l’Anschluss pour définir les frontières de l’Allemagne avant cette annexion.
- Amts - « Bureau »
  - Amtsleiter – « chef de bureau », animateur des comités du parti répondant directement devant Hitler. La fonction, créée en 1933, fut supprimée en 1938.
  - Amtsträger - « bureaucrate » (fonctionnaire d’état)
  - Amtswalter - germanisation de Beamter (« fonctionnaire »). Le terme fut spécifiquement employé pour les fonctionnaires du parti et de ses branches, tandis que les fonctionnaires d’état continuaient à être appelés Beamten.
- Ansatz - « Approche », terme de la Première Guerre Mondiale utilisé, dans le lexique nazi, de manière interchangeable avec Einsatz pour signifier une « entrée en action ». Le terme a depuis acquis d’autres significations, notamment en mathématique.
- Anschluss - « connexion » (au sens électromécanique), désignant dans la langue nazie l’annexion de l’Autriche à l’Allemagne, en 1938.
- Antikominternpakt - traité signé en 1936 entre le IIIe Reich et le Japon puis l’Italie pour lutter contre l’Internationale communiste dirigée par Joseph Staline.
- Antisemitismus - Terme forgé par Wilhelm Marr, défini comme une « hostilité manifestée à la race juive (sic) et érigée parfois en doctrine ou en mouvement réclamant contre les juifs des mesures d’exception ». Il s’agit de l’un des éléments les plus importants voire, selon Victor Klemperer, du fondement du programme hitlérien.
- APA, voir Aussenpolitische Amt der NSDAP.
- Appellplatz - « Place d'appel » dans les camps de concentration.
- Arbeit - « Travail ».
  - Arbeit adelt - « Le travail ennoblit », devise appliquée sur les lames des dagues d’uniforme portées par les officiers du RAD.
  - Arbeit macht frei – « Le travail rend libre », dicton ancien, apparaissant dans un cahier théologique en 1849 et donnant son titre au premier roman de Lorenz Diefenbach, un écrivain adepte du Mouvement nationaliste allemand, en 1872-3. L’IG Farben le faisait déjà figurer au fronton de ses usines lorsque Theodor Eicke, premier commandant de Dachau, la fit apposer à l’entrée du camp. La mesure fut adoptée par d’autres camps de concentration et d’extermination, et on en fit de même à la prison de la Gestapo de Theresienstadt. Il a été suggéré que les Nazis comprenaient le slogan dans son sens originel (le travail élève spirituellement, libérant ainsi l’homme des contraintes et mirages matériels) mais l’on y voit plus généralement un exemple éclatant du cynisme nazi au vu de la politique de Vernichtung durch Arbeit (extermination par le travail).
  - Arbeitertum der Faust und der Stirn – « Communauté des travailleurs du poing et du bout », slogan par lequel le parti nazi se décrivait comme un « parti de tous les travailleurs » (avec ce que cela suppose de connotations anti-communistes).
  - Arbeitnehmerschaft – « main-d’œuvre ». Les Nazis incluaient sous ce terme tant les travailleurs manuels que les intellectuels.
  - Arbeitsscheu - « qui répugne au travail », voir Asoziale.
  - Arbeitsschlacht - « Bataille du travail », terme de propagande désignant l’ensemble des mesures pour la création de l’emploi, modelées sur la battaglia del grano mussolinienne. Du fait de ses tonalités militaires et activistes, l’Arbeitsschlacht fut l’un des termes favoris de Hitler jusqu’en 1937, où le chômage fut définitivement endigué.
- Arier - « Aryen », du sanskrit ārya (« noble ») ; originellement un autoethnonyme sanskrit, « aryen » désigne en linguistique un groupe de langues indo-iraniennes, par opposition aux langues turaniennes, austro-asiatiques, sémitiques, japoniques etc. L’imaginaire européen du XIXe siècle élargit la définition pour y inclure la descendance de l’ensemble des populations indo-européennes ; les Aryens constituaient dans les théories d’Arthur de Gobineau la race maîtresse de l’Europe et de l’humanité (Dans son Outline of History, H.G. Wells suggérait qu’ils avaient dominé la totalité de l’ancien monde et de ses races, sémite, égéenne et égyptienne). Se représentant les Aryens védiques comme grands et blonds aux yeux bleus, et les assimilant aux Goths, Vandales et d’autres peuplades germaniques, les théoriciens de la race allemands en firent les ancêtres du Volk allemand ; voir aussi Herrenvolk, Langköpfig et Ubermensch
  - Ariernachweis - « Certificat d’aryanité », c’est-à-dire de non-judaïté, exigé à partir de 1933 pour tout candidat à la fonction publique et à l’adhésion au NSDAP ; voir aussi Ahnenpass et Deutschblütigkeitserklärung.
  - Arierrasse - « race aryenne ».
  - Arisierung - « aryanisation », néologisme nazi désignant l’appropriation d’entreprises juives ou non-allemandes en Allemagne et dans les territoires conquis.
  - arisch - « aryen » (adjectif).
- Art - « espèce », au sens biologique du terme.
  - Arteigene - « spécifique à l’espèce »
  - Artfremd - « étranger à l’espèce », synonyme dans le contexte nazi de « Non-Aryen ». Est définie comme telle la personne « avec vingt-cinq pour cent de sang non-aryen ». C’est afin de préserver le Volk germanique des éléments artfremd que furent prises les mesures d’exclusion des Juifs ; voir aussi Mischlinge et Untermensch.
  - Entartete Kunst – « Art dégénéré », titre d’une exposition d’art moderne à bannir de l’horizon culturel, par opposition à l’art officiel du régime.
  - Entartete Musik – « Musique dégénérée », concept dérivé du précédent, incluant la musique juive, celle de compositeurs juifs ou considérés comme tels, la musique « nègre », les pièces musicales faisant intervenir des personnages juifs ou noirs, la musique de compositeurs ayant sympathisé avec des opposants au régime ou des exclus, et la musique moderne.
- Asoziale - « Asociaux », incapables de s’intégrer au Volksgemeinschaft. Le terme désignait des couches sociales marginales ou marginalisées, parmi lesquelles les sans-abris, les journaliers, les prospecteurs, les « arbeitsscheu » (voir ce mot), les alcooliques, les prostituées, les proxénètes et, à titre collectif, les Roms (qualifiés d’Asoziale Alien-Rasse) ; voir aussi Ballastexistenzen et Lumpemproletariat.
- Aufbruch der Nation - « Départ de la Nation », slogan nationaliste du début de la Première Guerre Mondiale, adopté par le mouvement nazi pour mettre en exergue son caractère révolutionnaire qui lui permettrait de surmonter les obstacles politiques et sociaux ; voir aussi Erhebung.
- Auf Kriegsdauer - « pour la durée de la guerre », Cette mention adjointe au titre indiquait la limite des perspectives de promotion pour le bureaucrate.
- Aufnorden - litt. « ennordiser », néologisme nazi désignant la réappropriation par les Allemands de leur héritage nordique supposé.
- Auschwitz - germanisation d’Oświęcim, une ville de Silésie à proximité de laquelle fut construit le plus grand camp de concentration et d'extermination du Troisième Reich.
- Ausradieren - « Radier » ou « rayer » de la carte, sort promis par Hitler aux ennemis du régime.
- Ausrichtung - « Alignement », mot d’origine militaire, privilégié dans le lexique nazi désignant à la fois l’uniformisation externe (par l’habillement) et interne (idéologique) des membres du parti.
- Aussenpolitische Amt der NSDAP - « Bureau des Affaires Étrangères du NSDAP », l’un des organismes nazis de politique extérieure, fondé en 1933 et dirigé par Alfred Rosenberg.
- Autobahnen - « Autoroutes », un réseau de transport planifié par la République de Weimar mais réalisé par l’Allemagne nazie. Ardemment promu par Hitler dans le cadre de l’Arbeitsschlacht (voir ce mot), il servit de modèle au réseau autoroutier des États-Unis, le président Eisenhower ayant pu apprécier ses avantages lorsqu'il commandait le Supreme Headquarters Allied Expeditionary Force.

- Haut – A
- B
- C
- D
- E
- F
- G
- H
- I
- J
- K
- L
- M
- N
- O
- P
- Q
- R
- S
- T
- U
- V
- W
- X
- Y
- Z
- 0-9

## B
- Banden - « Bandes », appellation péjorative des partisans destinées à leur retirer toute légitimité militaire ou politique.
  - Bandenkampfabzeichen - « Insigne de lutte contre les bandes », médaille du mérite sous les auspices de Himmler accordée aux soldats de la Waffen-SS et de la Wehrmacht s’étant illustrés dans la lutte contre les partisans.
  - Bandenkämpfung - « Lutte contre les bandes ».
- Bann ou ban - (vieil allemand) « aire de commandement ». Ce mot médiéval fut remis au goût du jour par les Hitler Jugend pour désigner une division de quatre à six Stämme, dirigée par un Bannführer. Voir aussi Untergau (équivalent du Bann dans le BDM) et Jungbann (dans le Jungvolk). Le terme se retrouve aussi dans divers grades de la SS (voir Sturmbannführer et apparentés).
- Bayreuther Festspiele — « Festival de Bayreuth », fondé par Richard Wagner en 1876 (et existant jusqu’à ce jour). Hitler y assistait volontiers et exigeait des grands fonctionnaires du parti de s’y rendre avec leurs épouses, affirmant que « celui qui n’apprécie pas la musique de Wagner ne peut pas comprendre le National-socialisme ».
- BDM, voir Bund Deutscher Mädel
- BDO, voir Befehlshaber der Ordnungspolizei
- Befehlshaber der Ordnungspolizei - « Quartiers généraux de la Police de l’Ordre ».
- Befristete Vorbeugungshaft - « Détention préventive à durée déterminée », terme du jargon concentrationnaire désignant des détenus de droit commun envoyés au camp après leur peine carcérale.
- Bekennende Kirche - mouvement protestant dissident, regroupé autour du pasteur Martin Niemöller, refusant d’intégrer la Deutsche Reichskirche noyautée par l’idéologie nazie (voir Deutsche Christen).
- Berghof - résidence d’Adolf Hitler dans les Alpes bavaroises, près de Berchtesgaden.
- Bergpolizei - « Police de la Montagne ».
- Berufskammern – (litt.) « Chambres de métier », organisations professionnelles nazies.
- Beute - « Butin »
  - Beutegermane – (litt.) « Germain-butin », terme argotique désignant les Volksdeutschen établis en Europe centrale et orientale avant d’être rapatriés en Allemagne lors de la retraite de la Wehrmacht. Le terme a également désigné des Beutekameraden et s’emploie parfois dans certains cercles pour les Allemands d’origine est-européenne. On emploie également parfois l'équivalent "Beutedeutsche" pour désigner les ressortissants d'Alsace-Moselle et des cantons de l'Est.
  - Beutekameraden - « Camarades de butin », surnom donné à des Slaves (le plus souvent des Polonais) germanisés et enrôlés de force.
- Bezirksleiter – « Gestionnaire de district », officiel de la NSDAP chargé de la direction de districts urbains.
- Birkenau - germanisation de Brzezinka, un village de Silésie adjacent à Oświęcim, à proximité duquel fut construit le plus grand camp de concentration et d'extermination du Troisième Reich.
- Blechkrawatte - « cravate d’étain », surnom de la Ritterkreuz.
- Blitzkrieg – « guerre éclair », stratégie militaire offensive, consistant à concentrer un puissant ensemble de forces mécanisées, terrestres et aériennes (voir Schwerkpunkt) pour un temps limité dans le but de percer le front ennemi et de progresser en profondeur. Le Blitzkrieg assura aux forces allemandes la victoire lors de la campagne de Pologne et de la bataille de France. Elle échoua cependant en Union soviétique, lors de la bataille de Koursk. Le terme a été adopté par plusieurs langues et la tactique continue d’être enseignée dans les académies militaires jusqu’à nos jours.
- Blockleiter - « Chef de bloc », officiel du NSDAP, responsable d’un Block urbain représentant 40 à 60 foyers. Chargé de rapporter à ses supérieurs toute opinion dissidente ou critique du régime du régime hitlérien, il était si haï qu’à ce jour encore, le terme est synonyme de « mouchard » en allemand courant.
- BluBo, voir Blut und Boden
- Blut - « sang »
  - Blutfahne - « étendard de sang » frappé de la croix gammée, utilisé lors du putsch de la Brasserie commis par Adolf Hitler et son parti le 9 novembre 1923. Ce drapeau ayant été taché du sang des putschistes lorsque la police fit feu, devint un symbole voire une sainte relique, dans nombre de manifestations nazies.
  - Blutorden - « Ordre du sang », une médaille instituée par Hitler en mars 1934 et initialement réservée aux participants du putsch de la Brasserie. Elle fut ensuite décernée aux membres de l’une des formations nazies avant 1932 puis aux personnes ayant rendu des services exceptionnels au parti ou à celles qui moururent pour lui. Reinhard Heydrich en fut le dernier récipiendaire, à titre posthume.
  - Blut und Boden – « Sang et sol ». Doctrine originellement formulée par l’ancien social-démocrate August Winnig, elle professe que l’appartenance de l’individu au Volk germanique se mesure à l’aune de son ascendance et de son travail du terroir, enracinant donc la germanité dans la paysannerie allemande. Devenue le slogan du Reichsamt für Agrarpolitik, elle se traduisit notamment par le Generalplan Ost.
  - Blut und Ehre - « Sang et honneur », slogan ornant les dagues de certains membres de la Hitlerjugend.
  - Blutzeuge - (litt.) « Témoin de sang », "martyr" de la cause nazie, mort ou persécuté en raison de ses convictions avant l’accession du NSDAP au pouvoir.
- Braunhemden - « Chemises brunes », appellation courante de la SA. La direction avait acquis des chemises khaki, originellement destinées aux troupes allemandes stationnées en Afrique avant la Première Guerre Mondiale ; elles devinrent symboliques du parti nazi.
  - Braunes Haus - « Maison brune », quartier général du parti de 1930 à 1943, où elle fut lourdement endommagée par des bombardements aériens.
- Brechung der Zinsknechtschaft (de) - « Brisure de l’esclavage à l’intérêt », slogan du DAP qui réclamait officiellement l’abolition de tout impôt, direct ou indirect. Cette revendication qui appelait en réalité moins à cette mesure qu’à une réforme du système économique de l’Allemagne, fut incluse dans le 25-Punkte-Programm du parti nazi.
- Breitspurbahn - « Chemin de fer à voie large », un projet caressé par Hitler de faire relier les principales villes de Grossdeutschland par un réseau de voies ferrées de trois mètres de large.
- Buna - appellation allemande d’un polybutadiène, produit par polymérisation du butadiène avec du sodium (Polymerisation von Butadien mit Natrium) et utilisé comme ersatz du caoutchouc naturel. Une division d’IG Farben spécialisée dans ce procédé prit le nom de Buna et le perfectionna par l’adjonction de styrène, produisant de la sorte le Styrène-butadiène (dit Buna S).
  - Buna Werke - filiale de l’IG Farben-Buna située dans le camp de Monowitz, annexe du camp d’Auschwitz.
- Bund Deutscher Mädel – « Ligue des Jeunes Filles Allemandes », branche féminine des Hitler Jugend. Le mouvement comptait trois millions d’affiliées en 1937.
  - BDM Werk Glaube und Schönheit - « Société BDM pour la Foi et la Beauté », une branche spéciale des Bund Deutscher Mädel ouverte aux filles âgées de 17 à 21 ans. La société préparait ces jeunes filles à leur futur rôle de mères et ménagères, éloignées de tout poste à responsabilité. Elle faisait aussi le lien entre le BDM et la NS-Frauenschaft réservée aux femmes adultes.
- BV, voir Befristete Vorbeugungshaft

- Haut – A
- B
- C
- D
- E
- F
- G
- H
- I
- J
- K
- L
- M
- N
- O
- P
- Q
- R
- S
- T
- U
- V
- W
- X
- Y
- Z
- 0-9

## C
- Carinhall - résidence secondaire d’Hermann Göring, située au milieu de la forêt de la Schorfheide, dans le nord de l’actuel land de Brandebourg.
- Coventrieren - litt. « coventrisation », néologisme nazi apparu à la suite du raid de bombardement de Coventry, en novembre 1940, désignant la destruction totale des villes bombardées.
- Cyclon B, voir Zyklon B

- Haut – A
- B
- C
- D
- E
- F
- G
- H
- I
- J
- K
- L
- M
- N
- O
- P
- Q
- R
- S
- T
- U
- V
- W
- X
- Y
- Z
- 0-9

## D
- DAF, voir Deutsche Arbeitsfront.
- DAP, voir Deutschen Arbeiterpartei.
- Das System - « "Le" Système », appellation dérogatoire par les Nazis de la République de Weimar.

- Haut – A
- B
- C
- D
- E
- F
- G
- H
- I
- J
- K
- L
- M
- N
- O
- P
- Q
- R
- S
- T
- U
- V
- W
- X
- Y
- Z
- 0-9

## E
- Ehestandsdarlehen (de) - « emprunt de mariage », accordé à tout nouveau couple nazi, institué en 1933 afin de promouvoir la formation de familles. Un quart de l’emprunt était annulé à chaque naissance, voir Abkindern.
- Einsatz - « Intervention » ou « entrée en action »
  - Einsatzgruppen - « Groupes d’intervention » commandés par le RSHA et suivant les avancées de la Wehrmacht sur le Front de l’Est pour assassiner par balles des civils juifs, communistes ou dissidents dans les territoires récemment conquis. Jugé peu rentable comme procédé d’exécution de masse, il fut remplacé par l’asphyxie par gaz, au moyen de Gaswagen ou de Gaskammer.
- Endlösung (der Judenfrage) – « Solution finale (à la question juive) », euphémisme nazi pour la Shoah, bien que le terme puisse avoir eu un sens différent auparavant. Le terme Endlösung est si entaché de cette signification qu'il est encore réprouvé à l’heure actuelle, même dans un contexte non nazi (mathématique, par exemple). Toutefois, il apparaît encore (entre guillemets) dans le Rise and Fall of the Third Reich de William Shirer, avant que les termes de Shoah et Holocaust ne soient entrés dans l’usage commun à la suite de la diffusion du documentaire de Claude Lanzmann et de la série télévisée américaine respectivement.
- Endsieg (en) – « Victoire finale », seule issue possible de la guerre selon la propagande nazie, qui s’y tint jusqu’en mars 1945.
- Ersatz - « substitut », généralement employé pour des produits de première nécessité qui faisaient défaut à l’Allemagne comme le caoutchouc (voir Buna) ou le pétrole.
  - Ersatzabteilung - « bataillon de remplacement ».
  - Ersatzbrot - « pain de remplacement », à base de farine de mauvaise qualité, d’amidon et mélangé à de la sciure. Ce pain, distribué dans les camps de concentration et dans les camps de prisonniers, est, avec l’ersatzkaffee, à l’origine de la connotation péjorative du mot en anglais, absente de l'allemand.
  - Ersatzkaffee - « café de remplacement », à base de céréales (généralement de la chicorée).
- Evakuierung - « évacuation », l'un des euphémismes utilisé dans les discours officiels et communications internes pour désigner l'extermination des populations-cibles, le plus souvent juives[1].

- Haut – A
- B
- C
- D
- E
- F
- G
- H
- I
- J
- K
- L
- M
- N
- O
- P
- Q
- R
- S
- T
- U
- V
- W
- X
- Y
- Z
- 0-9

## F
- Frauenschaft (ou NS-Frauenschaft) - « Société des dames », organisation politique féministe nationale-socialiste, fondée en octobre 1931 et dissoute en 1945.

- Haut – A
- B
- C
- D
- E
- F
- G
- H
- I
- J
- K
- L
- M
- N
- O
- P
- Q
- R
- S
- T
- U
- V
- W
- X
- Y
- Z
- 0-9

## G
- Gaskammer - « chambre à gaz », méthode d’assassinat de masse inventée par l’Allemagne nazie, expérimentée lors de l’Aktion T4 avant d’être généralisée à échelle industrielle dans les camps d’extermination de l’Aktion Reinard et d’Auschwitz.
- Gaswagen - « voiture à gaz », méthode d’assassinat de masse expérimentée par le NKVD soviétique dans les années 1930 et massivement utilisée par le Troisième Reich, notamment au camp d'extermination de Chełmno (voir Kulmhof), avant d’être remplacée par les Gaskammers, jugées plus « efficaces ».
- Generalplan Ost - « GPO : plan général pour l'Est de l'Europe ».
- Gleichschaltung - (litt.) « synchronisation » (au sens mécanique du terme)[2](pp206-207), désignant dans la langue nazie la « mise au pas » de la société allemande, l’imposition d’une conformité politique dans tous les secteurs de l’économie, aux entreprises commerciales comme dans les médias, la culture et l’éducation[3], au cours d’une période allant de mars 1933 à juin 1934, afin de concrétiser la « communauté du peuple » (Volksgemeinschaft).
- Gröfaz - abréviation ironique faisant référence à Hitler. Le terme ne s'est répandu qu'en 1943 après la bataille de Stalingrad. Cela aurait pu être lié à une phrase du feld-maréchal Wilhelm Keitel après la campagne de l'ouest et de la conquête des pays du Benelux et du nord de la France :   "Mon Führer, vous êtes le plus grand général de tous les temps. "Größter Feldherr aller Zeiten''.
- Groß - « Grand », l’un des adjectifs les plus fréquents de la langue nazie, selon Viktor Klemperer, témoignant de sa tendance au superlatif.
  - Großdeutschland - « Grande-Allemagne », voir Pangermanismus, c'est aussi le nom porté par une unité de prestige de la Wehrmacht
  - Große Lüge (en) - « Grand mensonge » ; selon Hitler, il s’agirait d’une technique de propagande employée par les Juifs et consistant à produire un si gros mensonge qu’il passerait pour réel car personne n’oserait croire qu’il est possible de défigurer la vérité à un tel point.

- Haut – A
- B
- C
- D
- E
- F
- G
- H
- I
- J
- K
- L
- M
- N
- O
- P
- Q
- R
- S
- T
- U
- V
- W
- X
- Y
- Z
- 0-9

## H
- Heim ins Reich - « Maison dans l’Empire » ou « Retour à l’Empire », slogan du Pangermanismus.
- Hermann Meier - appellation ironique d’Hermann Göring qui avait dit qu’il voudrait bien s’appeler Meier si l'aviation alliée parvenaient à entrer dans l’espace aérien de Berlin.
- HHhH - « Himmlers Hirn heißt Heydrich », littéralement « le cerveau d'Himmler s'appelle Heydrich », surnom de ce dernier donné par les SS.
- Hiwi - Contraction de « Hilfswillige » en français : « auxiliaire volontaire », désigne les supplétifs majoritairement d'origine soviétique ayant servi dans la Wehrmacht, qu'il s'agisse de postes d'intendance ou de combattants.
- HJ, voir « Hitlerjugend ». Désignation des Jeunesses hitlériennes.
- Hungerplan - « Plan famine », conçu par Herbert Backe et mené à la suite de l’Unternehmen Barbarossa. Conçu comme un plan de ravitaillement prioritaire pour une Allemagne incapable de s’auto-suffire, il permettait simultanément de faire mourir de faim les populations juives et slaves. Voir aussi Oldenburg-Plan.

- Haut – A
- B
- C
- D
- E
- F
- G
- H
- I
- J
- K
- L
- M
- N
- O
- P
- Q
- R
- S
- T
- U
- V
- W
- X
- Y
- Z
- 0-9

## I
- Innerer Reichsparteitag – « "Jour du parti nazi" intérieur », terme ironique parodiant les déclarations pompeuses lors des manifestations publiques du parti nazi qui causaient, selon la propagande, une joie sans bornes ; le terme s’employait pour désigner toute sensation de contentement ou satisfaction causée par un événement personnel de plus ou moins (plutôt moins) grande importance.
- Invalidentransport - « Transport des invalides », euphémisme administratif en usage lors de l’Aktion 14f13.

- Haut – A
- B
- C
- D
- E
- F
- G
- H
- I
- J
- K
- L
- M
- N
- O
- P
- Q
- R
- S
- T
- U
- V
- W
- X
- Y
- Z
- 0-9

## J
- Jargon - « jargon », désignation méprisante du yiddish comme une sous-langue (le terme fut également employé au XIXe siècle par les Juifs partisans de la symbiose judéo-allemande).
- Jude, plur. Juden - Juif.
  - Aktionsjuden (de) - désignation administrative des Juifs déportés à Buchenwald, Sachsenhausen et Dachau à la suite de la Kristallnacht. Le but de ces déportations était de pousser les déportés à l’émigration après s’être promptement délestés de leurs biens.
  - Arbeitjuden - « Juifs du travail », voir Sonderkommando
  - Entjuden - « Déjuiver », néologisme nazi signifiant « ôter la composante juive » d’une ville, d’une institution, etc.
  - Entjudung - « Déjuivation », cf. Entjuden.
  - Judenfrei ou Judenrein - libre de Juifs, expressions employées par les Nazis pour désigner un pays, une région, ou une ville dont tous les Juifs avaient été exécutés ou déportés.
  - Jüdische Krieg (Der) - « La guerre juive », credo nazi selon lequel la guerre de 1939-1945 opposait le Volk allemand à la « juiverie mondiale », voir Weldjudentum.
  - Oberjude (de) - « Superjuif », désignation insultante des notables ou représentants de la communauté juive.

- Haut – A
- B
- C
- D
- E
- F
- G
- H
- I
- J
- K
- L
- M
- N
- O
- P
- Q
- R
- S
- T
- U
- V
- W
- X
- Y
- Z
- 0-9

## K
- KdF, voir Kraft durch Freude.
  - KdF-Wagen, voir Volkswagen.
- Kesselschlacht - (litt.) « Bataille de chaudron », c’est-à-dire d’encerclement, privant l’ennemi de tout ravitaillement et retraite possibles. Cette tactique fut utilisée avec succès par la Wehrmacht lors de la bataille de Kiev et lors de la bataille de Smolensk. Elle fit cependant long feu lors de la bataille de Stalingrad, et finit par se retourner contre les assaillants.
  - Einkesselung - (litt.) « Enchaudronnement », c’est-à-dire encerclement.
  - Wanderder Kessel - (litt.) « Chaudron migrateur », c’est-à-dire poche mobile. Euphémisme de propagande, désignant des divisions encerclées qui n’étaient que rarement capables de battre en retraite (ce fut cependant le cas lors de la bataille dite de la Poche de Kamianets-Podilskyï). Voir Endsieg.
- Körperliche Ertüchtigung - « endurcissement physique », terme emprunté aux conservateurs de Weimar dont Hitler fait le but principal de l’éducation nazie (voir Totalen Erziehung).
- Kraft durch Freude - « La force par la joie », organisation de loisirs faisant partie du Deutsche Arbeitsfront et donc sous étroit contrôle du parti nazi. Elle devint l'un des plus importants opérateurs du tourisme à l'échelle mondiale avant la Seconde Guerre.
- Kripo - « Kriminal Polizei »abréviation désignant la police criminelle
- Kulmhof - germanisation de Chełmno, un village isolé à 60 km de Łódź (voir Litzmannstadt), choisi comme site d’un camp d’extermination par la méthode des Gaswagen.

- Haut – A
- B
- C
- D
- E
- F
- G
- H
- I
- J
- K
- L
- M
- N
- O
- P
- Q
- R
- S
- T
- U
- V
- W
- X
- Y
- Z
- 0-9

## L
- Landekopf - « Tête de débarquement », euphémisme de propagande tentant de minimiser la déroute allemande lors de la bataille de Normandie. Voir Endsieg.
- Langköpfig - « dolichocéphale » (à tête allongée), caractéristique physique supposément typique du type aryen, voir Arier
- Lebensunwertes Leben - « une vie qui n'en vaut pas la peine », terme rabaissant la personne et légitimant la politique d'euthanasie.

- Haut – A
- B
- C
- D
- E
- F
- G
- H
- I
- J
- K
- L
- M
- N
- O
- P
- Q
- R
- S
- T
- U
- V
- W
- X
- Y
- Z
- 0-9

## M
- Meine Ehre heißt Treue- « Mon Honneur s’appelle Fidélité », devise de la Schutzstaffel, gravé notamment sur la boucle de ceinture des uniformes de la SS.
- Mischling : au sens strict "métis" mais dans l'univers nazi désigne un 'demi-juif' c'est-à-dire une personne dont seuls un ou deux des ascendants sont juifs. Tout en étant déconsidérés ils étaient 'théoriquement' exclus des restrictions et mesures discriminatoires applicables aux juifs.

- Haut – A
- B
- C
- D
- E
- F
- G
- H
- I
- J
- K
- L
- M
- N
- O
- P
- Q
- R
- S
- T
- U
- V
- W
- X
- Y
- Z
- 0-9

## N
- Nacht und Nebel : « Nuit et brouillard », intitulé (tiré du Rheingold de Wagner) de la directive promulguée par Hitler le 7 décembre 1941 selon laquelle les proches des personnes arrêtées pour avoir « menacé la sécurité allemande » devaient être laissées dans le brouillard le plus total quant à leur sort, dans un but d'intimidation à l'échelle de l'état. La directive fut étendue par le Feld-maréchal Wilhelm Keitel à toute personne arrêtée dans les pays occupés par l'Allemagne nazie et encore en vie huit jours après son arrestation, afin de plonger les populations conquises dans la terreur et la soumission. Le secret s'étendait non seulement aux circonstances et conditions mais aussi aux lieux de leur détention (y compris les camps de concentration nazis).
- Nervenkrieg : « Guerre des nerfs », euphémisme de propagande tentant de minimiser les progressions des Alliés. Voir Endsieg.
- NN, voir Nacht und Nebel
- NSF, voir Frauenschaft.

- Haut – A
- B
- C
- D
- E
- F
- G
- H
- I
- J
- K
- L
- M
- N
- O
- P
- Q
- R
- S
- T
- U
- V
- W
- X
- Y
- Z
- 0-9

## O
- Ordnungspolizei : police régulière allemande en uniforme du Troisième Reich de 1936 à 1945.
- Organisation Todt : groupe de génie civil et militaire nazi fondé par Fritz Todt, responsable de la construction des Autobahns, de la Siegfriedstellung, du Wolfsschanze et de l’Atlantikwall en utilisant surtout des travailleurs forcés dans le cadre du Zwangarbeit.
- OrPo, voir Ordnungpolizei

- Haut – A
- B
- C
- D
- E
- F
- G
- H
- I
- J
- K
- L
- M
- N
- O
- P
- Q
- R
- S
- T
- U
- V
- W
- X
- Y
- Z
- 0-9

## P
- Pangermanismus - « pangermanisme », doctrine politique irrédentiste, prônant le regroupement de toutes les peuplades germanophones ou apparentées sous la bannière d’une Großdeutschland (« Grande-Allemagne »).
- Parteigenosse - « membre du parti » national-socialiste.
- PG, voir Parteigenosse.
- Plutokratie - régime basé sur la richesse des dirigeants. Employé généralement dans un sens péjoratif, le terme désigne plus spécifiquement dans la langue nazie les pays capitalistes occidentaux, en particulier les États-Unis et le Royaume-Uni.
- Plötzensee – lieu de détention situé près du lac Plötzensee à Berlin. Fondé dans les années 1870, il devient célèbre sous le régime nazi qui y fait emprisonner et exécuter à la hache puis par pendaison environ 3 000 opposants.
- Prinzenerlass - « décret des princes » édicté en 1940 par Hitler, bannissant les membres des familles germaniques royales de l’armée.
- Putsch – « coup [d’état] » ou « révolte » ; le mot, popularisé par le putsch (manqué) de Kapp (1920), est depuis entré dans d’autres langues, comme l’anglais et le français.
  - Hitlerputsch (var. Hitler-Ludendorff-Putsch, Bürgerbräu-Putsch) - « Putsch de Hitler (et Ludendorff) », souvent désigné dans la langue nazie sous le seul nom de Putsch, le putsch de la Brasserie est une tentative manquée par Hitler de prendre le pouvoir en 1923, inspirée de la marche sur Rome de Mussolini. La tentative fait long feu, plusieurs putschistes sont abattus et les conjurés - qui formeront la « vieille garde » du parti nazi - sont condamnés à des peines de détention pénitentiaire ; c’est au cours de la sienne qu’Hitler rédige son manifeste, intitulé Mein Kampf (« Mon Combat »). Bien que mineur dans l'histoire de la République de Weimar, le putsch de la Brasserie devient l’un des mythes fondateurs du régime nazi (voir Blutfahne, Blutzeuge etc.).
  - Röhm-Putsch - le « Putsch de Röhm », en réalité contre Röhm, est une opération de purge menée contre les dirigeants des SA et leur leader Ernst Röhm, ami personnel de Hitler. Devenus inutiles à la suite de l’arrivée de Hitler et son parti au pouvoir, ils représentent en outre une faction radicale du parti, appelant à une « seconde révolution », socialiste, l’arrivée de Hitler au pouvoir étant la première révolution, « nationaliste ». Les assassinats ont lieu du 29 juin au 2 juillet 1934, la nuit du 29 au 30 juin étant connue en français comme la Nuit des Longs Couteaux.

- Haut – A
- B
- C
- D
- E
- F
- G
- H
- I
- J
- K
- L
- M
- N
- O
- P
- Q
- R
- S
- T
- U
- V
- W
- X
- Y
- Z
- 0-9

## Q
- Pas d’entrées

- Haut – A
- B
- C
- D
- E
- F
- G
- H
- I
- J
- K
- L
- M
- N
- O
- P
- Q
- R
- S
- T
- U
- V
- W
- X
- Y
- Z
- 0-9

## R
- Rasse - « Race », voir aussi Art.
  - Arierrasse, voir Arier
  - Herrenrasse - « Race des Seigneurs », voir Ubermesch
  - Rassenhygiene – « Hygiène de la race », programme nazi visant à contrôler la procréation au sein de la « race aryenne » en vertu de critères eugéniques, afin de l’améliorer et d’en faire une « super race » ; voir aussi Aktion T4 et Ubermensch.
  - Rassenschande – « Honte de la race » à la suite de rapports sexuels (consentis ou non) d’« Aryens » avec des « non-Aryens » (Juifs, Slaves, Noirs etc.).
  - Rasse- und Siedlungshauptamt - « Bureau pour la Race et le Peuplement », organisme nazi chargé de contrôler la pureté idéologique et « raciale » des membres de la Schutzstaffel ainsi que de l’exécution de la politique de colonisation des territoires annexés à l’Est.
  - Rassenverrat - « Traîtrise envers la race », par l’union maritale d’« Aryens » avec des « non-Aryens ».
- Ritterkreuz - « croix de chevalier [de la croix de fer] », haute distinction portée au cou, créée par le Troisième Reich pour remplacer divers ordres royaux comme Pour le Mérite. au fil de la guerre l'augmentation du nombre des récipiendaires fit que la croix connut ensuite diverses niveaux d'ajouts, l'ultime niveau étant une croix de chevalier de la croix de fer avec feuilles de chêne et glaives en or et brillants ayant été conçue pour être attribuée après la guerre aux douze plus grands héros militaires de l’Allemagne (l'une de ces croix fut attribuée anticipativement au pilote Hans-Ulrich Rudel).
  - Ritterkreuzauftrag - « mission pour la croix de chevalier », euphémisme militaire pour une mission-suicide
  - Ritterkreuzträger - récipiendaire de la croix de chevalier.
- RuSHA, voir Rasse- und Siedlungshauptamt

- Haut – A
- B
- C
- D
- E
- F
- G
- H
- I
- J
- K
- L
- M
- N
- O
- P
- Q
- R
- S
- T
- U
- V
- W
- X
- Y
- Z
- 0-9

## S
- SA, voir Sturmabteilung.
- SB, voir Sonderbehandlung
- Schlagartig - « foudroyant, » voir Blitzkrieg.
- Schutz - « protection »
  - Schutzhaft - « détention de protection (sûreté) », euphémisme désignant la détention arbitraire d’opposants au régime ou autres « indésirables » dans un but d'intimidation à l'échelle de l'état. Les détenus étaient ensuite transférés dans des camps de concentration, voir Nacht und Nebel.
  - Schutzstaffel - « corps de protection », organisation nazie initialement fondée pour assurer la protection rapprochée d’Adolf Hitler. Placée sous la direction d’Heinrich Himmler, elle voit rapidement son nombre d’adhérents et ses compétences s’étendre après la Machtergreifung, se subdivisant en l’Allgemeine-SS qui contrôle la majorité sinon l’ensemble de la société civile allemande, la SS-Verfügungstruppe qui forme bientôt le noyau de la Waffen SS, et la SS-Totenkopfverbände qui administre les camps de concentration nazis.
- Schwerpunkt - « point de gravité, » désigne dans le langage de la Wehrmacht le point de massement des troupes en vue d’une opération schlagartig.
- SD, voir Sicherheitsdienst
- Selektion - « sélection » pour le travail forcé ou la mort
- Sippe - (vieil allemand) « clan »
  - Sippenhaft - « responsabilité du clan », principe en vertu duquel les proches des individus accusés de crimes contre l’État étaient tenus pour responsables à égalité de ces crimes, justifiant donc les représailles familiales.
- SIPO-SD - voir Sicherheitspolizei-Sicherheitsdienst
- Sonder - spécial, exceptionnel
  - Sonderfahndungsbuch Polen - « Livre d’enquête spéciale - Pologne », une liste de plus de 61 000 membres de l’élite polonaise à interner ou abattre. Préparée entre 1937 et 1939, elle servit à coordonner l’Intelligenzaktion et l’Unternehmen Tannenberg.
  - Sonderaktion Krakau - nom de code d’une opération spécifiquement dirigée contre les enseignants et leurs assistants de l’université Jagellonne de Cracovie. Voir Intelligenzaktion.
  - Sonderbehandlung - « traitement spécial », l'un des euphémismes utilisés dans les discours officiels et communications internes pour désigner la mise à mort. Utilisé pour la première fois dans le cadre de l'Aktion T4, il a été étendu ensuite à l'ensemble des exécutions nazies, par pendaison, fusillade, gazage etc.
  - Sonderfahndungsbuch Polen - « Livre spécial des individus polonais recherchés ».
  - Sonderkommando  - « commando spécial », désignant selon le contexte une unité d’Einsatzgruppen, de la SS, de la Luftwaffe ou de prisonniers chargés de la mise en œuvre du Sonderbehandlung dans les camps. Un Sonderkommando 1005 fut constitué pour les besoins spécifiques de l’Aktion 1105, déterrant les cadavres des charniers afin de mieux les faire disparaître.
  - Sonderwagen - « véhicule spécial », voir Gaswagen
- SS - voir Schutzstaffel
- Stadelheim - prison allemande où fut exécuté Ernst Röhm à coups de pistolet, et où furent guillotinés plus de mille opposants à Hitler pendant la période nazie, dont Peter von Heydebreck et les six membres principaux de la Weiße Rose (un groupe de résistance pacifique non-violente).
- StuG, voir Sturmgeschütz
- Sturm - « orage », « tempête » ou, au sens militaire, « assaut »
  - [Braune] Sturmabteilung - « Troupe d’Assaut [brune] » (le terme a été emprunté aux unités de Sturmtruppen, « troupes d’assaut » employées sur le front des Vosges et en appui aux grandes offensives lors de la Première Guerre mondiale), première organisation paramilitaire du parti nazi à décerner des grades pseudo-militaires afin de hiérarchiser ses rangs. Fondée en 1920 et placée sous l’autorité d’Emil Maurice, elle a pour fonction première d’assurer la sécurité des divers rassemblements nazis, de perturber l’ordre des réunions de ses adversaires (en particulier le Roter Frontkämpferbund communiste) et d’intimider les Juifs (voir Judenboykott). Après avoir joué un rôle important dans l'accession d’Adolf Hitler au pouvoir, elle perd de son importance à mesure que se développe l’une de ses anciennes factions, la Schutzstaffel et que les divergences idéologiques se creusent entre son dirigeant Ernst Röhm et Hitler. Celui-ci fait finalement donner l’ordre de décapiter l’organisation au cours de ce qui a été abusivement appelé le Röhm-Putsch.
  - Sturmgeschütz - « Canon d’assaut », nom donné aux canons automoteurs utilisés par la Wehrmacht au cours de la Seconde Guerre mondiale.
  - Der Stürmer - « L’Assaillant », hebdomadaire nazi publié par Julius Streicher de 1923 à la fin de la Seconde Guerre mondiale en 1945. Violemment antisémite, anticatholique, anticapitaliste et opposé à tout ce qui pouvait s’opposer au nazisme, il faisait usage d’un ton plus informel que le Volkische Beobachter et avait plus librement recours à la caricature et aux obscénités.

- Haut – A
- B
- C
- D
- E
- F
- G
- H
- I
- J
- K
- L
- M
- N
- O
- P
- Q
- R
- S
- T
- U
- V
- W
- X
- Y
- Z
- 0-9

## T
- Thule-Gesellschaft - « Société » ou « Ordre de Thulé », fondée au XIXe siècle pour étudier l’antiquité allemande. Pétrie d’idéaux völkisch et pangermanistes, elle contribua à façonner l’idéologie nazie et soutint financièrement le Deutsche Arbeiterpartei, ancêtre du NSDAP.
- Totale - « Total »
  - Totaler Staat - « État total », doctrine tirée de l’essai éponyme d’Ernst Forsthoff (1933), où il préconise la formation d’un État fondé sur une définition large du Führerprinzip, conférant à la personne désignée comme Führer un pouvoir exclusif et illimité sur l’ensemble de la population de l’État.
  - Totale Erziehung - « éducation totale », slogan du système éducatif nazi. S’étendant de l’enseignement primaire à l’enseignement supérieur, il formait les enfants et adolescents aux théories de la race et à la doctrine du parti, privilégiant l’éducation physique (voir Körperliche Ertüchtigung) et militaire.
  - Totaler Krieg - Kürzester Krieg - « Guerre totale - Guerre plus brève », slogan du discours du Sportpalast, au cours duquel Joseph Goebbels, prenant acte des revers militaires de l’Allemagne nazie et, en particulier, de la capitulation du Feld-maréchal Friedrich Paulus à Stalingrad, fait toutefois comprendre qu’ils ne seraient dus qu’à la retenue allemande et à sa répugnance de la guerre totale, alors qu’elle s’y est en réalité engagée dès le début des hostilités. Totaler Krieg remplace désormais Blitzkrieg dans la propagande officielle. Voir Endsieg.
- Treuhänder - « administrateur », placé à la tête d’une entreprise juive afin d’en réaliser l’Arisierung.

- Haut – A
- B
- C
- D
- E
- F
- G
- H
- I
- J
- K
- L
- M
- N
- O
- P
- Q
- R
- S
- T
- U
- V
- W
- X
- Y
- Z
- 0-9

## U
- Umsiedlung - « transfert (de populations) », un des euphémismes désignant le départ en déportation[1].
- Untermensch - « Sous-homme ». Formulé pour la première fois par un suprématiste américain en 1922, le concept fut appliqué par les Nazis aux Juifs, aux Roms et, ultérieurement, aux Slaves. Censés représenter un danger pour la race supérieure (principalement par le risque de procréation mixte), ils pouvaient être réduits en esclavage, exploités, maltraités et tués en toute impunité.
- Unternehmen - (litt.) « Entreprise », plus couramment traduit par « opération ».
  - Unternehmen Barbarossa - « Opération Barberousse », nom de code donné en juillet 1940 à l’invasion par le IIIe Reich de l’Union des républiques socialistes soviétiques.
  - Unternehmen Bernhard - « Opération Bernhard », nom de code donné à une opération secrète de contrefaçon de devises étrangères, exécuté par des détenus du camp de Sachsenhausen.
  - Unternehmen Felix - « Opération Felix », nom de code donné à un projet d'attaque de Gibraltar en passant par l'Espagne.
  - Unternehmen Mondscheinsonate - « Opération Sonate au clair de lune », nom de code donné en novembre 1940 au bombardement aérien de la ville anglaise de Coventry, voir aussi Coventrieren
  - Unternehmen Strafgericht - « Opération Châtiment », nom de code donné en avril 1941 au bombardement surprise de Belgrade, prélude à l’invasion de la Yougoslavie.
  - Unternehmen Tannenberg - « Opération Tannenberg », nom de code donné à une opération de décapitation de l’élite polonaise. Plus de 20 000 activistes, anciens officiers, professeurs et autres personnalités figurant sur les listes du Sonderfahndungsbuch Polen furent arrêtés et assassinés au cours de celle-ci.
  - Unternehmen Walküre - « Opération Valkyrie », nom de code donné à un plan d’urgence de maintien de l’ordre par l’armée de réserve en cas de révolte interne. Il fut secrètement modifié en une tentative de renversement d’Adolf Hitler, menée sans succès le 20 juillet 1944.

- Haut – A
- B
- C
- D
- E
- F
- G
- H
- I
- J
- K
- L
- M
- N
- O
- P
- Q
- R
- S
- T
- U
- V
- W
- X
- Y
- Z
- 0-9

## V
- Vernichtungsschlacht - « Bataille d’anéantissement », voir Endsieg.
- Vernichtung durch Arbeit : extermination par le travail
- Verschickung zur Zwangsarbeit - « envoi aux travaux forcés », un des euphémismes désignant le départ en déportation[1].
- Volk – « Peuple », « communauté nationale » ou « nation », cf. latin vulgus et anglais folk.
À la suite du romantisme allemand se constitue un concept du Volk germanique comme une communauté mystique et idéale, enracinée dans sa terre et riche de son histoire. Cette communauté, languissante de son passé païen, tient les Juifs pour un Volk à part, et les considère souvent comme inassimilables dans la germanité au même titre qu’une pomme ne peut devenir prune.
Plusieurs mouvements se développent autour de cet idéal völkisch dont le Deutsche Arbeiter-Partei qui compte parmi ses membres Adolf Hitler. Celui-ci soulignera dans son manifeste la profonde identité entre « le Parti national-socialiste des travailleurs allemands » et l’idéal völkisch.
  - Dem deutschen Volke - « Au Peuple Allemand », inscrit au frontispice du palais du Reichstag.
  - Ein Volk, Ein Reich, Ein Führer - « Un Peuple, un Empire, un Guide », slogan du parti nazi, voir Führerprinzip.
  - Einvolkung - (litt.) « Unpeuplification », néologisme nazi désignant l'assimilation de la société en une Volkgemeinschaft, voir Gleichschaltung.
  - Herrenvolk - « Peuple des Seigneurs ». Appartenant à la « race aryenne » la moins métissée, les Allemands étaient censément les plus aptes à diriger le monde et les premiers à devoir profiter de ses meilleurs bienfaits, voir Ubermensch.
  - Volkskanzler - « Chancelier du Peuple », titre donné par la propagande nazie à Hitler (au lieu du titre officiel Reichkanzler, « Chancelier de l'Empire »).
  - Volk ohne Raum - « Peuple sans Espace », titre d’un roman de Hans Grimm (1926), devenu un slogan politique pour justifier le Drang nach Osten, voir aussi Generalplan Ost.
  - Volksfeind – « Ennemi du peuple ».
  - Volksfest – « Fête du peuple ».
  - Volksfremd – « Étranger au peuple ».
  - Volksgenosse – « Camarade du peuple ».
  - Volksgemeinschaft - « communauté du peuple ».
  - Volksnah - « proche du peuple ».
  - Volkstum - (approx.) « ethnicité », ensemble des caractéristiques constituant un peuple.
  - Volkssturm - milice populaire constitué à partir de septembre 1944 par l'enrôlement de tous les hommes non mobilisables de 14 à 70 ans. ils étaient peu formés, mal armés et souvent considérés plus comme une gêne par la Wehrmacht que comme un apport utile.
  - Volkswagen - « Voiture du peuple », entreprise fondée par Ferdinand Porsche avec le soutien de Hitler, dont le but premier était de doter chaque volksgenosse d'une voiture. Elle fut d'abord présentée comme KdF-Wagen avant d’être rebaptisée par Hitler en 1936.

- Haut – A
- B
- C
- D
- E
- F
- G
- H
- I
- J
- K
- L
- M
- N
- O
- P
- Q
- R
- S
- T
- U
- V
- W
- X
- Y
- Z
- 0-9

## W
- Wehrkraftzersetzung : terme du droit militaire allemand pouvant être traduit par démoralisation de l'armée
- Wunderwaffen –: « Armes miraculeuses » développées vers la fin de la guerre (comme le V-1 et le V-2) dont les dirigeants annonçaient qu’elles feraient tourner en leur faveur le sort des armes apparemment désespéré, voir Endsieg.
  - Wu-wa : abréviation ironique de wunderwaffen.

- Haut – A
- B
- C
- D
- E
- F
- G
- H
- I
- J
- K
- L
- M
- N
- O
- P
- Q
- R
- S
- T
- U
- V
- W
- X
- Y
- Z
- 0-9

## X
- Pas d’entrées

## Y
- Pas d’entrées

- Haut – A
- B
- C
- D
- E
- F
- G
- H
- I
- J
- K
- L
- M
- N
- O
- P
- Q
- R
- S
- T
- U
- V
- W
- X
- Y
- Z
- 0-9

## Z
- Zwangsarbeiter : Travailleur forcé.
- Zyklon B : pesticide (à l'origine destiné à la désinfection des bâtiments) à base de cyanure utilisé pour les gazages à Auschwitz.